# Červená dýmavá kyselina dusičná
Červená dýmavá kyselina dusičná je oxidační činidlo používané jako složka raketového paliva. Skládá se z 84 % kyseliny dusičné, 13 % oxidu dusičitého a 1–2 % vody. Barvu červené dýmavé kyseliny dusičné způsobuje rozpuštěný oxid dusičitý.
Přechovává se s inhibitorem (obvykle kyselinou fluorovodíkovou), jelikož kyselina dusičná koroduje většinu kovů.